# Boston Marathon 1986
De Boston Marathon 1986 werd gelopen op maandag 21 april 1986. Het was de 90e editie van deze marathon.
De Australiër Robert de Castella bereikte bij de mannen als eerste de finish in 2:07.51. De Noorse Ingrid Kristiansen won bij de vrouwen in 2:24.55.
In totaal finishten er 3750 marathonlopers, waarvan 3294 mannen en 456 vrouwen.

## Uitslagen

### Mannen
| rang   | naam               | land | tijd    |
| ------ | ------------------ | ---- | ------- |
| Goud   | Robert de Castella | AUS  | 2:07.51 |
| Zilver | Art Boileau        | CAN  | 2:11.15 |
| Brons  | Orlando Pizzolato  | ITA  | 2:11.43 |
| 4      | Bill Rodgers       | USA  | 2:13.36 |
| 5      | Arturo Barrios     | MEX  | 2:14.09 |
| 6      | Robert Hodge       | USA  | 2:14.50 |
| 7      | Domingo Tibaduiza  | COL  | 2:15.22 |
| 8      | Paul Cummings      | USA  | 2:16.05 |
| 9      | Dan Schlesinger    | USA  | 2:16.29 |
| 10     | Kunimitsu Ito      | JPN  | 2:17.02 |
| 11     | Pertti Tiainen     | FIN  | 2:17.04 |
| 12     | Greg Meyer         | USA  | 2:17.29 |
| 13     | Hiroshi Nagashima  | JPN  | 2:17.38 |
| 14     | Gonzalo Huggins    | VEN  | 2:18.11 |
| 15     | Robert Doyle       | USA  | 2:19.03 |
| 16     | Michael Hurd       | ENG  | 2:19.04 |
| 17     | Trevor Fieldsend   | ENG  | 2:19.19 |
| 18     | Michael Patterson  | USA  | 2:21.14 |
| 19     | Kjeld Johnsen      | DEN  | 2:21.19 |
| 20     | Neil Cusack        | IRL  | 2:21.24 |
| 21     | Seppo Liuttu       | FIN  | 2:22.12 |
| 22     | Paul Mcgovern      | USA  | 2:22.18 |
| 23     | Mark Bossardet     | USA  | 2:22.29 |
| 24     | Peter Kanfer       | USA  | 2:22.42 |

### Vrouwen
| rang   | naam                | land | tijd    |
| ------ | ------------------- | ---- | ------- |
| Goud   | Ingrid Kristiansen  | NOR  | 2:24.55 |
| Zilver | Carla Beurskens     | NED  | 2:27.35 |
| Brons  | Lizanne Bussieres   | CAN  | 2:32.16 |
| 4      | Evy Palm            | SWE  | 2:32.47 |
| 5      | Sinikka Keskitalo   | FIN  | 2:33.18 |
| 6      | Julie Isphording    | USA  | 2:33.40 |
| 7      | Christa Vahlensieck | GER  | 2:34.50 |
| 8      | Lorraine Moller     | NZL  | 2:35.06 |
| 9      | Eileen Claugus      | USA  | 2:38.23 |
| 10     | Ellen Rochefort     | CAN  | 2:40.00 |
| 11     | Hazel Stewart       | NZL  | 2:41.12 |
| 12     | Mary Hynes          | USA  | 2:41.50 |
| 13     | Sissel Grottenberg  | NOR  | 2:43.00 |
| 14     | Bobbi Rothman       | USA  | 2:43.36 |
| 15     | Audrey Kemp         | USA  | 2:46.52 |
| 16     | Ena Guevara         | PER  | 2:47.37 |
| 17     | Oonagh Bruni        | USA  | 2:49.22 |
| 18     | Gina Sperry         | USA  | 2:49.34 |
| 20     | Doreen Mastalli     | USA  | 2:51.24 |
| 21     | Beth Dillinger      | USA  | 2:51.26 |
| 24     | Patricia Sher       | USA  | 2:54.11 |

1897 ·
1898 ·
1899 ·
1900 ·
1901 ·
1902 ·
1903 ·
1904 ·
1905 ·
1906 ·
1907 ·
1908 ·
1909 ·
1910 ·
1911 ·
1912 ·
1913 ·
1914 ·
1915 ·
1916 ·
1917 ·
1918 ·
1919 ·
1920 ·
1921 ·
1922 ·
1923 ·
1924 ·
1925 ·
1926 ·
1927 ·
1928 ·
1929 ·
1930 ·
1931 ·
1932 ·
1933 ·
1934 ·
1935 ·
1936 ·
1937 ·
1938 ·
1939 ·
1940 ·
1941 ·
1942 ·
1943 ·
1944 ·
1945 ·
1946 ·
1947 ·
1948 ·
1949 ·
1950 ·
1951 ·
1952 ·
1953 ·
1954 ·
1955 ·
1956 ·
1957 ·
1958 ·
1959 ·
1960 ·
1961 ·
1962 ·
1963 ·
1964 ·
1965 ·
1966 ·
1967 ·
1968 ·
1969 ·
1970 ·
1971 ·
1972 ·
1973 ·
1974 ·
1975 ·
1976 ·
1977 ·
1978 ·
1979 ·
1980 ·
1981 ·
1982 ·
1983 ·
1984 ·
1985 ·
1986 ·
1987 ·
1988 ·
1989 ·
1990 ·
1991 ·
1992 ·
1993 ·
1994 ·
1995 ·
1996 ·
1997 ·
1998 ·
1999 ·
2000 ·
2001 ·
2002 ·
2003 ·
2004 ·
2005 ·
2006 ·
2007 ·
2008 ·
2009 ·
2010 ·
2011 ·
2012 ·
2013 ·
2014 ·
2015 ·
2016 ·
2017 ·
2018 ·
2019 ·
2020 ·
2021 ·
2022